# UK Uncut

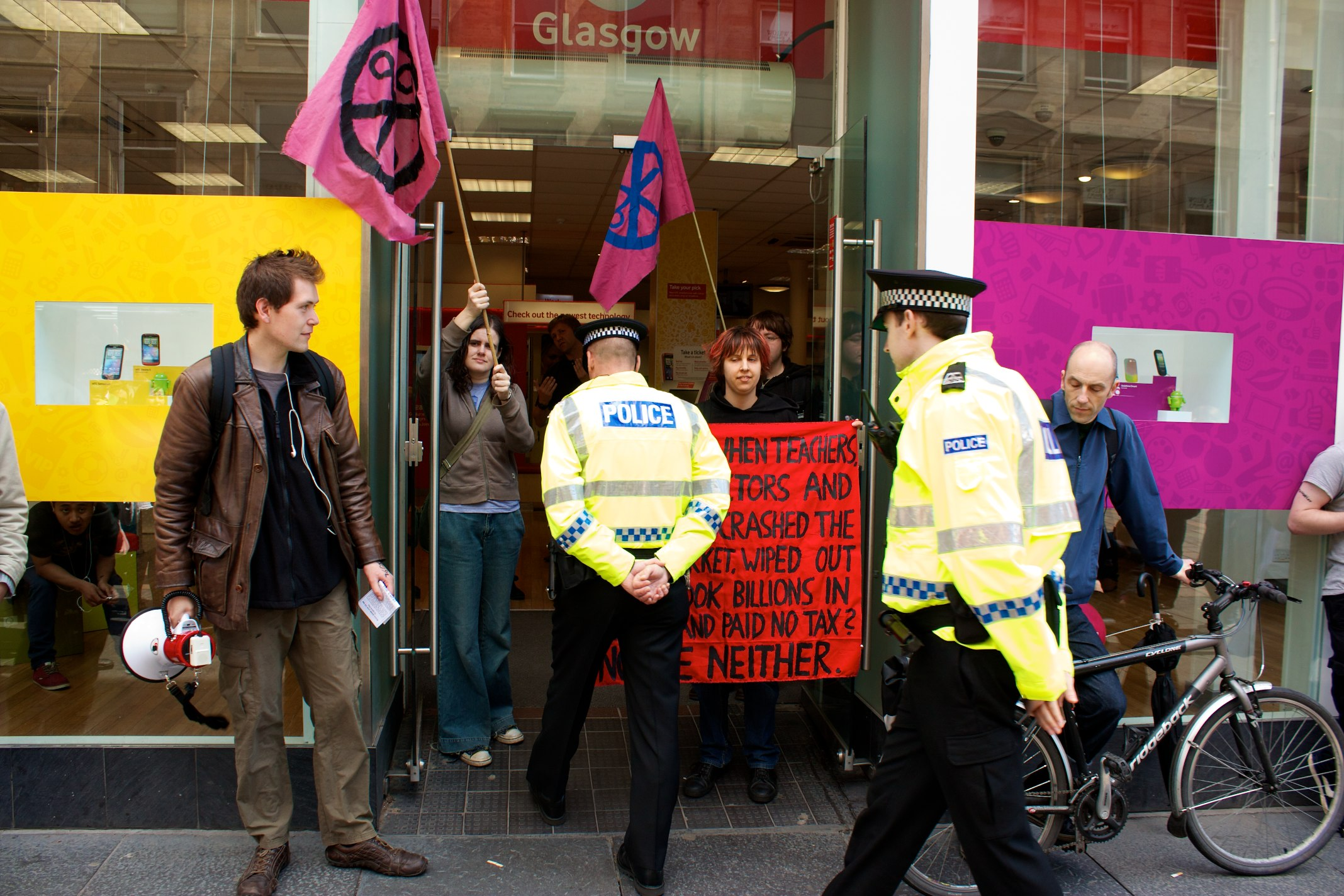
Protest UK Uncut w sklepie Vodafone w Glasgow 30 czerwca 2011

UK Uncut – sieć grup protestacyjnych działających na terenie Wielkiej Brytanii, założona w październiku 2010 roku w celu organizacji protestów przeciwko unikaniu płacenia podatków w Wielkiej Brytanii oraz podniesienia świadomości społecznej na temat cięć w finansowaniu usług publicznych. Różne źródła opisały grupę jako lewicową, jednakże UK Uncut nie uważa się za skłaniającą się ku lewicy bądź prawicy i definiuje się jako ruch społeczny oferujący alternatywę dla programu oszczędnościowego koalicji rządzącej. 

## Geneza ruchu
Pomysł utworzenia UK Uncut powstał w październiku 2010 r. podczas dyskusji grupy aktywistów na temat braku oporu dla cięć w sektorze publicznym. Private Eye w tamtym czasie opublikowało artykuł na temat unikania płacenia podatków przez Vodafone, w związku z czym pierwszą akcją UK Uncut było zorganizowanie protestu przeciwko Vodafone na Oxford Street w Londynie. 

## Działalność
Grupa używa bezpośrednich działań w celu przekazania swojej wiadomości jak największej liczbie ludzi; często posuwają się do zablokowania ruchliwych sklepów w centrach miast, których właściciele uważani są za oszustów podatkowych. Akcje są organizowane przez lokalne jednostki UK Uncut i promowane przy użyciu strony organizacji. 
Vodafone stał się celem ruchu po publikacjach Private Eye, mówiących o ugodzie zawartej z brytyjskim urzędem skarbowym HM Revenue and Customs, znacznie redukującej kwotę zaległych podatków jakie Vodafone był winny skarbowi państwa. Gazeta twierdzi, że kwota ta została zmniejszona z 6 miliardów do 2 miliardów funtów. Pomimo protestów National Audit Office stwierdził, że ugoda z Vodafone reprezentuje uzasadnioną wartość dla brytyjskiego podatnika. Sir Philip Green wraz z Grupą Arcadia zawierającą w sobie takie marki jak Topshop, BHS i Burton stali się celem protestów UK Uncut, jako że grupa jest własnością żony Phillipa Greena, która będąc rezydentką Monaco, nie uiszcza podatku dochodowego w Wielkiej Brytanii. Boots stał się celem protestów 30 stycznia 2011 roku. Trzy osoby wymagały hospitalizacji po tym jak policja użyła bojowego gazu trującego CS na protestujących. Fortnum & Mason wraz z ich firmą-matką Wittington Investments stali się obiektem protestów organizacji podczas Londyńskiego marszu przeciwko cięciom w sektorze publicznym 26 marca 2011 roku. Protest przyjął formę okupacyjną, w wyniku czego policja aresztowała pod zarzutem zakłócania porządku publicznego 138 uczestników protestu. Grupa zapowiedziała, że będzie wspierać działalność ruchu Occupy London - londyńskiego naśladowcy amerykańskiego ruchu Occupy Wall Street. W listopadzie grupa prawna UK Uncut pozwała HM Revenue & Customs do sądu. HMRC został oskarżony o niedostarczenie wystarczających uzasadnień dla odstąpienia od egzekwowania miliardów funtów wpływów podatkowych. Ponieważ HMRC nie może komentować spraw poszczególnych podatników, na jego miejsce National Audit Office (NAO) został poproszony o ponowne zweryfikowanie ugód podanych w wątpliwość - w tym ugody zawartej z Vodafone. Kontrola NAO wykazała, że "ugody osiągnięte przez HMRC we wszystkich pięciu sprawach były uzasadnione". 

### Banki
Podczas konferencji na Twitterze pod koniec stycznia 2011 roku członkowie UK Uncut uzgodnili, że kolejnymi obiektami protestów ruchu będą banki dofinansowane przez rząd miliardami funtów i będące oskarżonymi o wywołanie kryzysu finansowego. Organizacja wezwała uczestników protestów o symboliczne przeniesienie problemów, będących wynikami rządowych cięć do oddziałów banków. Dla przykładu, skoro obywatele odczują skutki dofinansowania banków poprzez cięcia świadczeń mieszkalnych - protestujący powinni zaaranżować w oddziałach banków noclegownie. Na podobnej zasadzie protestujący mieli zorganizować w lokalnych bankach prowizoryczne kliniki, sale wykładowe, teatry itp. HSBC został oskarżony przez Private Eye o unikanie rozliczenia się z 2 miliardów funtów podatków poprzez zastosowanie skomplikowanego systemu przesyłania zysków przez Holandię. Publikacja ta pociągnęła za sobą protesty UK Uncut wymierzone przeciwko bankowi. 19 lutego 2011 roku celem protestów stał się bank Barclays. Data protestu celowo pokrywała się z datą ogłoszenia premii dla pracowników. Bankowi zarzucono płacenie jedynie 1% podatku korporacyjnego w UK. 26 lutego 2011 r. zorganizowano dzień akcji przeciwko Royal Bank of Scotland oraz jego spółki zależnej Natwest. Data protestu została ustalona tak, aby zbiegał się on z ogłoszeniem premii pracowniczych. Po raz kolejny uczestnicy zamienili oddziały banku w to co uważają za zagrożone cięciami rządowymi, a więc powstały prowizoryczne: klasy szkolne, żłobki, pralnie, schroniska dla bezdomnych, kliniki, biblioteki, urzędy pracy itp

### Służba zdrowia
9 października 2011 roku 2000 pracowników służby zdrowia i aktywistów wzięło udział w proteście okupacyjnym na moście Westminster, zorganizowanym przez UK Uncut w odpowiedzi na zaproponowany budżet publicznej opieki zdrowotnej i społecznej. Grupa wzięła także na celownik firmę IT Atos, której oddział ds. służby zdrowia obsługuje program dla Departamentu Pracy i Emerytur, mający na celu ustalenie czy pracownicy pobierający świadczenia dla niepełnosprawnych, są rzeczywiście niezdolni do pacy. Jego przeciwnicy uważają, że program nie jest uczciwy, a jego prawdziwym zadaniem jest zmniejszenie finansowych nakładów na niepełnosprawnych. Ruch uznał także za niewłaściwy fakt, że Atos został sponsorem igrzysk paraolimpijskich w 2012 r. w Londynie, biorąc pod uwagę jak odmowa świadczeń wpłynęła na życie wielu niepełnosprawnych pracowników. UK Uncut przeprowadził tygodniowy protest nazwany "The Atos Games" (pol. Igrzyska Atos), tak aby kolidował on z zakończeniem paraolimpiady. W ramach "Igrzysk Atos" 31 sierpnia odbyły się wspólne demonstracje Disabled People Against Cuts (pol. Niepełnosprawni przeciwko cięciom) pod siedzibą główną Atos oraz Departamentu Pracy i Emerytur. W grudniu 2012 r. UK Uncut zorganizował protesty w kawiarniach Starbucks, po tym jak korporacja obwieściła, że zdecydowała się zapłacić 20 milionów funtów podatku korporacyjnego w przeciągu następnych 2 lat (co było sumą większą niż pierwotnie zakładano). Protestujący zaaranżowali w kawiarniach schroniska dla kobiet i żłobki, jako przykłady usług publicznych dotkniętych przez cięcia rządowe.

## Naśladowcy
Analogiczny ruch protestacyjny pod nazwą US Uncut zainspirowany przez UK Uncut powstał w USA. Protesty przeniosły się także do innych krajów europejskich, inspirując powstanie zdecentralizowanych grup protestacyjnych jak Portugal Uncut. Grupa nazwana Take VAT obrała sobie za obiekt protestów kilka firm unikających płacenia podatku VAT, sprzedając towary do UK poprzez Wyspy Normandzkie.